# Ostmark
Ne doit pas être confondu avec le Mark est-allemand.
Ostmark (« marche de l'Est ») est la traduction allemande du terme Ostarrīchi, traduction en langue vernaculaire (probablement en vieux haut allemand) du latin « marchia orientalis », qui apparaît dans un acte de donation du 1er novembre 996 établi par l'empereur Otton III. Ce nom se réfère au margraviat d'Autriche, une marche du duché de Bavière, qui est devenu un duché autonome en 1156. Il y avait également une autre marche appelée « marchia orientalis », la marche de l'Est saxonne (ou marca Geronis), un territoire habité par des Slaves (« Wendes ») le long de l'Elbe moyen et la Saale.

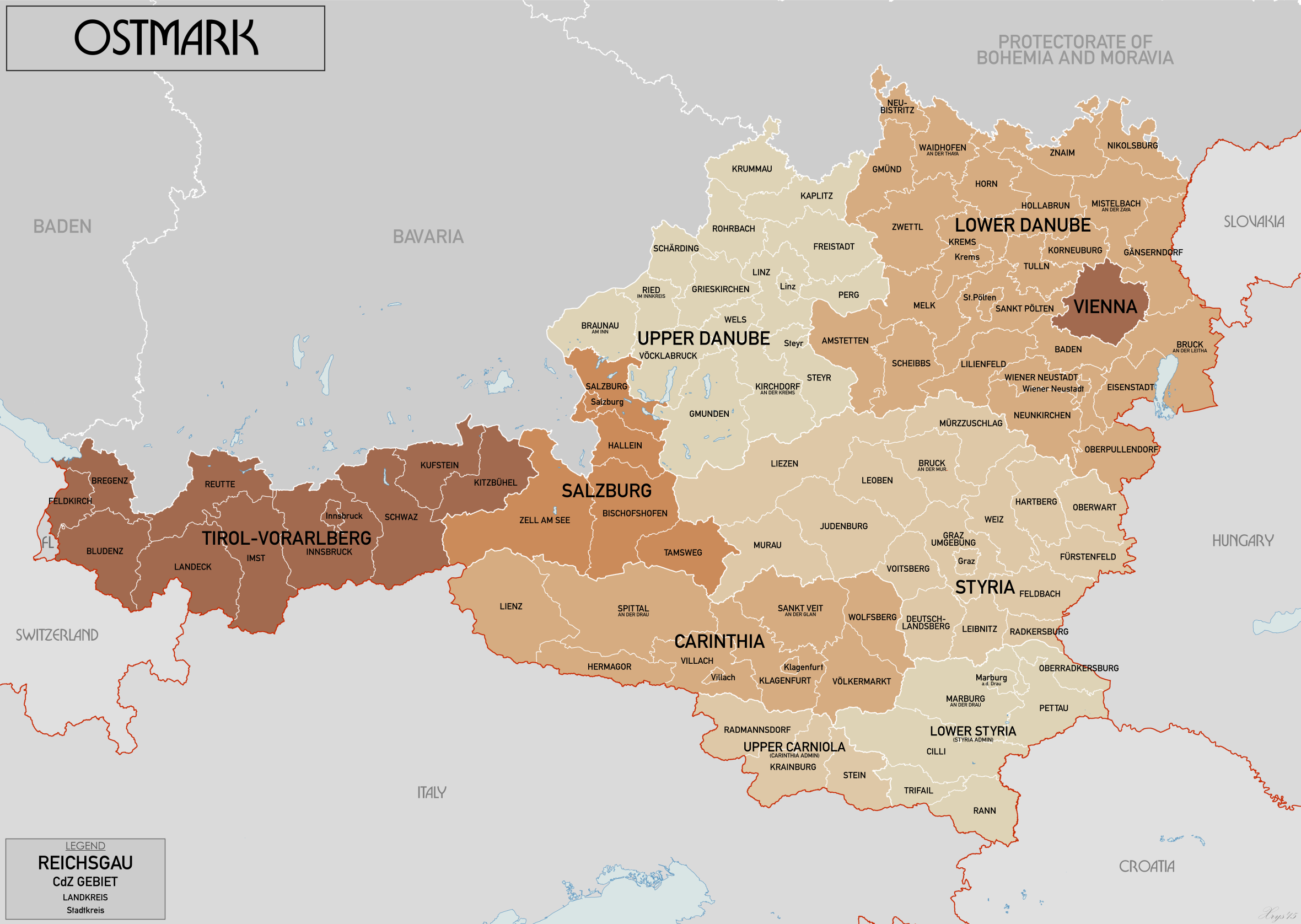
LOstmark nazie en 1941.

Le mot « Ostmark » est une traduction concise mais non-historique faite au XIXe siècle de « marchia orientalis ». Il a été remis au goût du jour par les Nazis après l'Anschluss de l'Autriche en 1938, car ils voulaient gommer toutes les particularités de l'identité autrichienne par rapport à l'« Altreich ». En 1942, le terme a été officiellement remplacé par « Alpen-Donau-Reichsgaue » ou « Donau und Alpenreichsgaue » (« Territoires des Alpes et du Danube ») lors de la division de l'« Ostmark » en deux régions du Reich, toujours dans la même logique d'affaiblissement de l'identité autrichienne.